# Ken Ishii
 (avril 2018).
Si vous disposez d'ouvrages ou d'articles de référence ou si vous connaissez des sites web de qualité traitant du thème abordé ici, merci de compléter l'article en donnant les références utiles à sa vérifiabilité et en les liant à la section « Notes et références ».
Ken Ishii (ケン・イシイ) est un DJ et producteur techno japonais, né en 1970 à Sapporo, sur l'île de Hokkaidō et élevé à Tokyo.

## Biographie
Fortement influencé par la techno de Détroit, Ken Ishii enregistre son premier maxi, N428, sur le label de Richie Hawtin, Plus 8.
En 1995, il est récompensé pour son morceau Extra en recevant le MTV Dance Video of the Year. La vidéo de ce morceau est réalisée par Kōji Morimoto, grand nom de l'animation japonaise.
Sega lui propose de réaliser peu avant 2001 un morceau de la bande-son du jeu vidéo Rez. Ken Ishii compose également la musique d'ouverture des Jeux olympiques d'hiver de Nagano, au Japon.
Il collabore avec DJ Funk en 2013 sur le label français Booty Call Records et délivre sa version du track Titties & Beer.

## Discographie partielle
- Garden On The Palm - 1993
- Pneuma - 1993
- Deep Sleep - 1993
- Tangled Notes - 1994
- Innerelements - 1994
- Jelly Tones - 1995
- Circular Motion + Overlap - 1996 - R&S Records
- Come Out de Steve Reich sur l'album Reich Remixed
- Sleeping Madness - 1999
- Flatspin - 2000
- Future In Light - 2003
- Sunriser - 2006
- Warriors on the deck - Play, pause and play 2 - 2009 - Sublime

## Musique de film
- 2000 : Whiteout (ホワイトアウト, Howaitoauto?) de Setsurō Wakamatsu

## Distinctions

### Nominations
- 2001 : prix de la meilleure musique de film (conjointement avec Norihito Sumitomo (ja)) aux Japan Academy Prize[1]